# Gonystylus keithii
Gonystylus keithii là một loài thực vật thuộc họ Thymelaeaceae. Loài này có ở Indonesia và Malaysia.